# 氟环丙烷
氟环丙烷是一种有机化合物，化学式为C3H5F，它是环丙烷的一个氢被氟取代的产物。它可以在一种咪唑亚基环丙基金和二氟化氙的反应中生成。它和N-[5-(1-羟亚胺基)丙基-2-吡啶基]-5-氟-4-甲基烟酰胺在氢化钠存在下反应，可以得到N-[5-(1-环丙氧亚胺基)丙基-2-吡啶基]-5-氟-4-甲基烟酰胺。

## 延伸阅读
- J. A. Kerr, A. W. Kirk, B. V. O'Grady, D. C. Phillips, A. F. Trotman-Dickenson. . Discussions of the Faraday Society. 1967, 44: 263  [2022-11-13]. ISSN 0366-9033. doi:10.1039/df9674400263 （英语）.